# Andreas Hammerschmidt
Andreas Hammerschmidt (Most, 1611/1612 - Zittau, 29 oktober 1675) was een organist en barokcomponist uit Bohemen. Zijn composities speelden destijds een belangrijke rol binnen de Lutherse kerkmuziek en hij was een van de populairste componisten van zijn tijd. Hij werd ook wel de Orpheus van Zittau genoemd.

## Levensloop
Hammerschmidt werd geboren in de Boheemse stad Brüxen, het tegenwoordige Most. Zijn vader Hans was zadelmaker en trouwde in 1609 met een verder onbekend gebleven vrouw. Het protestantse gezin vluchtte in 1626 naar Freiberg toen in Bohemen het katholieke geloof weer werd ingevoerd.
Het is niet duidelijk waar de jonge Hammerschmidt zijn muzikale opleiding kreeg. Mogelijke leermeesters waren Christoph Demantius, cantor in Freiberg, en Stephan Otto, cantor in Schandau.
In Freiberg werkte Hammerschmidt in 1633-1634 als organist voor graaf Rudolf von Bünau op diens Slot Weesenstein. Van 1635 tot 1639 was hij werkzaam als organist van de Petrikirche, eveneens in Freiberg. 
Hammerschmidt trouwde op 22 augustus 1637 met Ursula Teuffel. Het echtpaar kreeg zes kinderen, waarvan er drie al jong overleden. 
In 1639 werd Hammerschmidt benoemd tot organist van de Johanneskirche in Zittau, als opvolger van de zojuist overleden Christoph Schreiber. Hammerschmidt zou deze functie tot zijn dood uitoefenen. Hij was als organist verantwoordelijk voor het schrijven en uitvoeren van de kerkmuziek en hij gaf leiding aan de zangers en het orkest. Ook gaf hij muziekles. Het verliep aanvankelijk niet eenvoudig voor Hammerschmidt en cantor Simon Crusius, want door de Dertigjarige Oorlog stond het muziekleven zwaar onder druk en was er een tekort aan musici en koorleden. Pas na het einde van de oorlog in 1648 verbeterde de situatie enigszins.
Hammerschmidt was tevens een succesvol ondernemer en was onder andere actief in het vastgoed en als bosbeheerder. In Zittau kocht hij in 1656 een huis tegenover de kerk en breidde dit pand uit met een grote tuin. Drie jaar later liet hij buiten de stad een buitenhuis bouwen. Tevens werkte hij in de raad van Zittau.
Zijn karakter was kennelijk opvliegend, waardoor hij wel eens in gevechten terecht kwam. Zo zou hij hebben gevochten met componist Johann Rosenmüller en met een herbergier in Zittau.
Hammerschmidt overleed op 64-jarige leeftijd in zijn woonplaats Zittau.

## Werken
Hammerschmidt begon met het uitgeven van zijn composities toen hij in Freiberg werkzaam was. Zijn eerste uitgave verscheen in 1636 en betrof de Erster Fleiss, opgedragen aan de Freibergse burgemeester en raadsleden. Tot 1650 verschenen drie bundels met instrumentale dansen. Hij bracht van 1639 tot 1671 veertien bundels uit met religieuze muziek, bestaande uit ruim 400 werken op Duitse en Latijnse teksten. Ook zijn in de periode 1642-1649 de drie bundels Weltliche Oden met niet-religieuze solistische liederen uitgegeven. Hoewel hij zijn hele leven als organist werkte, zijn er geen orgelwerken van Hammerschmidt overgeleverd.
Kenmerkend voor Hammerschmidts kerkmuziek is de relatieve eenvoud, met veel homofone declamatie, eenvoudige contrapunctie en de afwezigheid van uitgebreide versieringen. Het was voor hem belangrijk dat de liedteksten goed verstaanbaar zijn en hij liet zich onder andere inspireren door het madrigaal, waarbij de muziek de tekst volgt. Zijn werken waren dan ook populair en werden in een groot gebied tot in de kleinste kerken uitgevoerd.